# Кунбатис-1
Кунбати́с-1 (каз. Күнбатыс 1) — село у складі Кордайського району Жамбильської області Казахстану. Входить до складу Масанчинського сільського округу.
У радянські часи село називалось Кунбатис 1-й.
Населення — 215 осіб (2021; 289 у 2009, 178 у 1999, 227 у 1989).